# Setenuten
Setenuten är en bergstopp i Antarktis. Den ligger i Östantarktis. Norge gör anspråk på området. Toppen på Setenuten är 2 745 meter över havet, eller 191 meter över den omgivande terrängen. Bredden vid basen är 1,8 km.
Terrängen runt Setenuten är varierad. Trakten är obefolkad. Det finns inga samhällen i närheten. 